# هولدا كروكس
هولدا كروكس (بالإنجليزية: Hulda Crooks)‏ هي متسلقة جبال أمريكية، ولدت في 19 مايو 1896 في كندا، وتوفيت في 23 نوفمبر 1997 في لوما ليندا في الولايات المتحدة.